# Flavio Eugenio
Flavio Eugenio (latino: Flavius Eugenius; 345 circa – Frigido, 6 settembre 394) è stato un generale romano, proclamato augusto d'Occidente in seguito alla morte in circostanze oscure di Valentiniano II; tuttavia, non essendo stato riconosciuto dal collega di quest'ultimo, Teodosio I, viene generalmente considerato un usurpatore del trono imperiale. Ristrutturò il tempio di Venere e Roma e restaurò l'Altare della Vittoria dopo le continue petizioni del Senato romano. Eugenio sostituì gli amministratori di Teodosio con uomini a lui fedeli, compresi i pagani. Questo rivitalizzò la causa pagana. Il suo esercito si scontrò con quello di Teodosio nella battaglia del Frigido, dove fu catturato e giustiziato.

## Biografia
Di lui si hanno poche notizie certe, tranne che, all'epoca della sua investitura, ricopriva la carica di magister scriniorum (capo della cancelleria). Pare che in precedenza avesse anche esercitato la professione di insegnante di grammatica e retorica latine.
Vicino alle posizioni del germanico Arbogaste, che rivestiva la carica di magister militum (capo dell'esercito), e appoggiato dalle potenti tribù dei Franchi, che proprio allora cominciarono ad essere menzionate nelle cronache storiche, fu da questi fatto eleggere imperatore il 22 agosto 392, a Lione.
Flavio Eugenio cercò di farsi riconoscere da Teodosio mandando una delegazione, ma questi rifiutò.
Nel 393 giunse quindi a Roma dove mise in atto, pur essendo cristiano, una politica di tolleranza verso i "pagani" (religione romana) che, sotto la guida di Virio Nicomaco Flaviano, ripresero il potere.
Flavio Eugenio permise la riapertura dei templi pagani come il tempio di Venere e Roma, la restaurazione dell'altare della Vittoria nella curia romana e la celebrazione di feste religiose della religione romana. Nelle monete riprese l'uso delle raffigurazioni della Vittoria e della dea Roma. Flavio Eugenio riprese quindi la politica restauratrice del paganesimo e tollerante con tutti i culti già attuata dall'imperatore filosofo Giuliano l'apostata, al cui aspetto si richiamava anche con la barba filosofale. Questa politica, palesemente in contraddizione con i decreti anti-pagani del 391-392, creò tensioni con Teodosio (che era un fervente cristiano) e con il  vescovo Ambrogio di Milano, che lasciò la sua sede all'arrivo della corte imperiale di Eugenio.
Eugenio ebbe successo anche in campo militare, in particolare nel rinnovare le vecchie alleanze con Alemanni e Franchi, marciando addirittura fino alla frontiera del Reno, dove impressionò e pacificò le tribù germaniche facendo sfilare il suo esercito davanti a loro. Dopo questa esibizione, reclutò unità alemanni e franche per il suo esercito.
Nel settembre 394 Teodosio sconfisse, nella battaglia del Frigido, l'esercito dei romani "ribelli", che per l'ultima volta combatterono sotto le insegne pagane, al comando del franco Arbogaste, mettendo così fine al suo potere. Arbogaste si uccise per sfuggire alla cattura, mentre Flavio Eugenio fu catturato dai soldati e messo a morte per decapitazione come traditore.

## Voci correlate

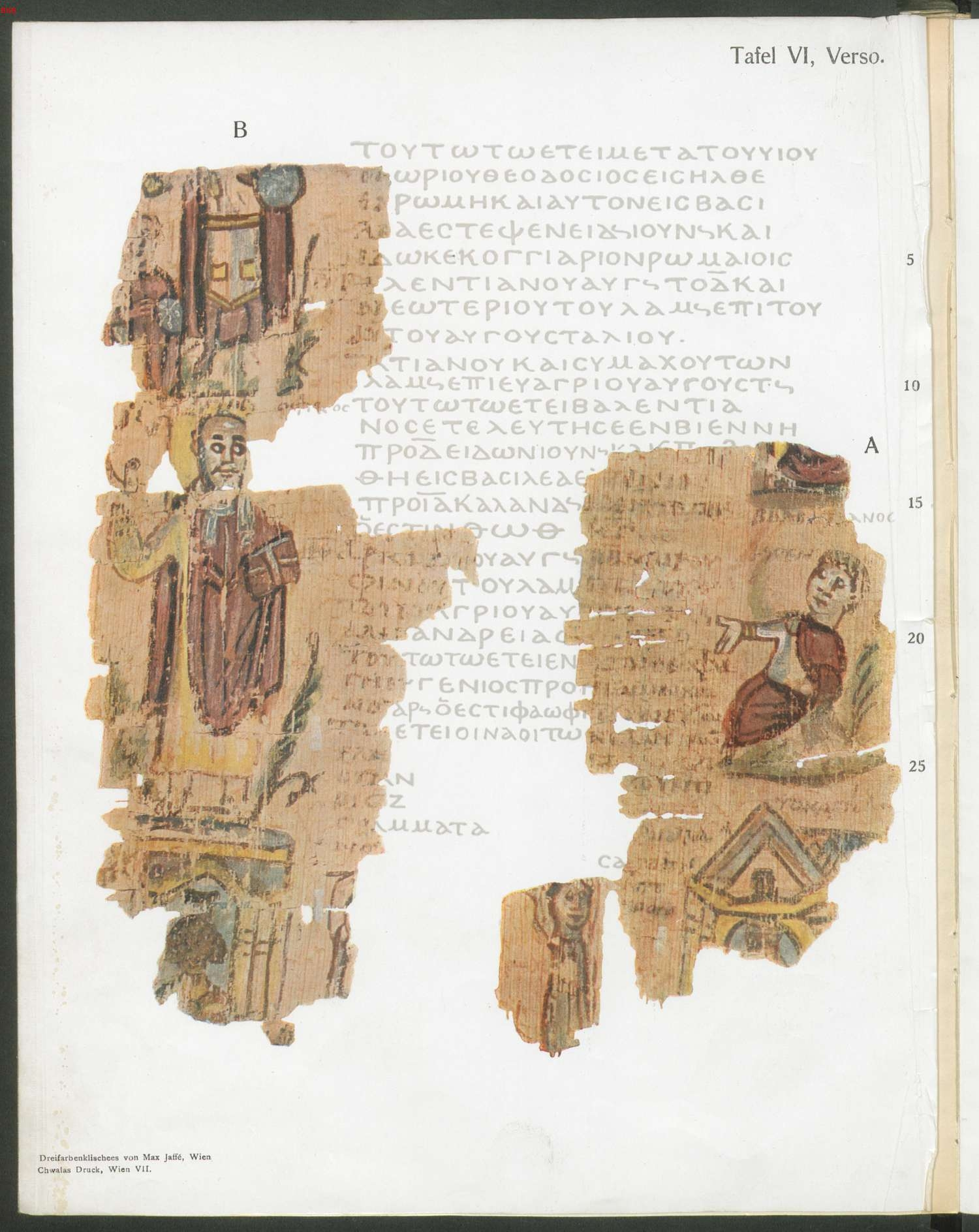
Al centro a destra: l'imperatore Eugenio dalla Cronaca universale alessandrina del VI secolo